# Resolució 842 del Consell de Seguretat de les Nacions Unides
La Resolució 842 del Consell de Seguretat de les Nacions Unides fou adoptada per unanimitat el 18 de juny de 1993. Després de reafirmar Resolució 743 (1992) referent a la Força de Protecció de les Nacions Unides (UNPROFOR) i la Resolució 795 (1992), que autoritza la seva presència a la República de Macedònia, el Consell va acollir favorablement l'augment en el nombre de cascs blaus al país.
La resolució va celebrar l'anunci dels Estats Units de desplegar 300 soldats addicionals a Macedònia per juliol de 1993, al costat dels gairebé 700 soldats escandinaus al país.